# 長七度

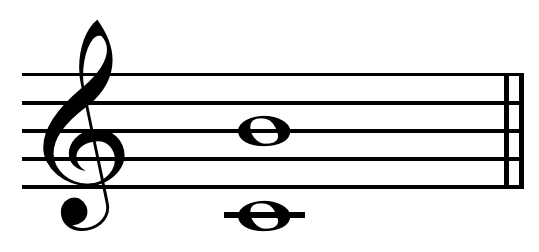
長七度音程

西洋の音楽理論における長七度は、全音階における七度音程のうちの大きい方で、11半音に跨る音程である。例えば、C（ド）からB（シ）までの音程が長七度であり、C（ド）の11半音上にB（シ）がある。また、根音から長七度上の音を長三和音に付加すると長七の和音になり、長調の機能和声の中では I7 や IV7 として現れる。

## 周波数比
純正律の長七度は15:8のピッチ比に対応する（ play）。一方で12平均律では11半音(1100 セント)に等しく、純正律の長七度より約12セントほど高い。